# البشرية: قصتنا جميعا
البشرية: قصتنا جميعًا هو عنوان لسلسلة تلفزيونية وثائقية أمريكية على قناة التاريخ التلفزيونية. بُثت لأول مرة في 13 نوفمبر 2012 في الولايات المتحدة والمملكة المتحدة وفي 14 نوفمبر 2012 في آسيا. قام جوش برولين بالأداء الصوتي في الولايات المتحدة وستيفن فراي في المملكة المتحدة وجاك تومسون في أستراليا ونيوزيلندا. بث العمل أيضًا من ميدياست في إيطاليا على القناة الإيطالية الأولى.

## الحلقات
| رقم الحلقة | العنوان        | تاريخ البث     |      |
| ---------- | -------------- | -------------- | ---- |
| 1          | «مخترعون»      | 13 نوفمبر 2012 | 2.14 |
| 2          | «رجال حديديون» | 13 نوفمبر 2012 | TBD  |

## روابط خارجية
- البشرية: قصتنا جميعا على موقع IMDb (الإنجليزية)
- البشرية: قصتنا جميعا على موقع ميتاكريتيك (الإنجليزية)
- البشرية: قصتنا جميعا على موقع روتن توميتوز (الإنجليزية)
- البشرية: قصتنا جميعا على موقع كينوبويسك (الروسية)
- البشرية: قصتنا جميعا على موقع قاعدة بيانات الفيلم (الإنجليزية)